# Município de Walnut Hill (condado de Ashe, Carolina do Norte)
Localização da Carolina do Norte nos E.U.A.
O município de Walnut Hill (em inglês: Walnut Hill Township) é um localização localizado no  condado de Ashe no estado estadounidense da Carolina do Norte. No ano 2010 tinha uma população de 1.369 habitantes.

## Geografia
O município de Walnut Hill encontra-se localizado nas coordenadas 36° 28′ 58,45″ N, 81° 26′ 37,37″ O.